# Liste der Bodendenkmale in Owschlag
In der Liste der Bodendenkmale in Owschlag sind die Bodendenkmale der Gemeinde Owschlag nach dem Stand der Bodendenkmalliste des Archäologischen Landesamts Schleswig-Holstein von 2016 aufgelistet. Die Baudenkmale sind in der Liste der Kulturdenkmale in Owschlag aufgeführt.
| Denkmal-ID           | Befundart               | Bezeichnung                             | Zeitstellung                 | Lage | Bemerkungen | Bild |
| -------------------- | ----------------------- | --------------------------------------- | ---------------------------- | ---- | ----------- | ---- |
| aKD-ALSH-Nr. 003 407 | Grabmal > Großsteingrab | Steinkammer                             | Neolithikum                  |      |             |      |
| aKD-ALSH-Nr. 003 408 | Grabmal > Grabhügel     | Grabhügel                               | Vor- und/oder Frühgeschichte |      |             |      |
| aKD-ALSH-Nr. 003 409 | Grabmal > Grabhügel     | Grabhügel                               | Vor- und/oder Frühgeschichte |      |             |      |
| aKD-ALSH-Nr. 003 410 | Grabmal > Grabhügel     | Grabhügel                               | Vor- und/oder Frühgeschichte |      |             |      |
| aKD-ALSH-Nr. 003 411 | Grabmal > Grabhügel     | Grabhügel                               | Vor- und/oder Frühgeschichte |      |             |      |
| aKD-ALSH-Nr. 003 412 | Grabmal > Großsteingrab | Steinkammer                             | Neolithikum                  |      |             |      |
| aKD-ALSH-Nr. 003 413 | Grabmal > Grabhügel     | Grabhügel                               | Vor- und/oder Frühgeschichte |      |             |      |
| aKD-ALSH-Nr. 003 414 | Grabmal > Grabhügel     | Grabhügel                               | Vor- und/oder Frühgeschichte |      |             |      |
| aKD-ALSH-Nr. 003 415 | Grabmal > Grabhügel     | Grabhügel                               | Vor- und/oder Frühgeschichte |      |             |      |
| aKD-ALSH-Nr. 003 416 | Grabmal > Grabhügel     | Grabhügel                               | Vor- und/oder Frühgeschichte |      |             |      |
| aKD-ALSH-Nr. 003 417 | Altweg                  | Weg/Furt/Wasserstraße/Hafen „Ochsenweg“ | Vor- und Frühgeschichte      |      |             |      |